# Santiria oblongifolia
Santiria oblongifolia är en tvåhjärtbladig växtart som beskrevs av Carl Ludwig von Blume. Santiria oblongifolia ingår i släktet Santiria och familjen Burseraceae. Inga underarter finns listade i Catalogue of Life.